# Kathedraal van Lissabon
De Kathedraal van Lissabon (Portugees: Sé de Lisboa of Igreja de Santa Maria Maior) is een kathedraal in Alfama, in het centrum van Lissabon in freguesia Sé. 
De kerk werd gebouwd nadat Alfonso Henriques de stad in 1147 had veroverd op de Moren. Op de plek van de nieuwe kerk zou een 12e-eeuwse moskee hebben gestaan.
Het heeft vele aardbevingen doorstaan, waarvan de zwaarste in 1755 was. Hierbij liep het gebouw zware schade op. In de eeuwen daarop is het gebouw verschillende malen gerenoveerd.
Bij opgravingen in de jaren 90 van de 20e eeuw werden onder de kloostergang restanten gevonden van oudere bewoning. Uit de Romeinse tijd kwamen winkels, een riool en een straat tevoorschijn. Ook werden bouwdelen uit de periode van de Visigotische overheersing aangetroffen. De rode muurdelen bleken afkomstig uit de Moorse periode en houden waarschijnlijk verband met de moskee en bijgebouwen als een school en een badhuis. Het ministerie van cultuur heeft besloten om alle restanten te conserveren.